# Shame (groupe)
Shame est un groupe de rock alternatif britannique originaire du sud de Londres. Leur premier album, Songs of Praise, est sorti le 12 janvier 2018. Le groupe a reçu des critiques élogieuses de magazines comme NME, Paste, et Clash. 

## Histoire

### Formation et débuts discographiques
Le groupe comprend le chanteur Charlie Steen, les guitaristes Sean Coyle-Smith et Eddie Green, le bassiste Josh Finerty et le batteur Charlie Forbes. Ils forment Shame en 2014 alors qu'ils sont encore lycéens. Leurs répétitions ont lieu au Queen's Head, un pub de Brixton qui abrite également à l'époque Fat White Family,. Des concerts avec ce groupe, The Garden et Slaves les conduisent à une apparition au Pitchfork Music Festival qui a lieu à Paris en octobre 2016. Leur premier passage sur un plateau de télévision a lieu en France en octobre 2016, dans Le Grand Journal. Plus tard cette année-là, Shame sort son premier single The Lick / Gold Hole sur le label Fnord Communications.
En 2017, le groupe publie les singles Tasteless / Visa Vulture et Concrete. Visa Vulture est écrite en réaction au Brexit, et contient les paroles « Theresa May, me laisserais-tu rester ? »,.
Shame publie son premier album Songs of Praise le 12 janvier 2018 via Dead Oceans  et reçoit des critiques élogieuses de magazines comme NME, Paste, et Clash. Il a été enregistré aux studios Rockfield, dans le pays de Galles. Il obtient un bon accueil critique, avec un score moyen de 83/100, sur la base de 20 critiques collectées, sur le site agrégateur de critiques Metacritic. L'album atteint la 32e place du UK Albums Chart où il reste deux semaines.

### Deuxième album (2020-2022)
Le 26 janvier 2020, le groupe annonce avoir complété l'enregistrement de son deuxième album, dans les studios de La Frette, à La Frette-sur-Seine. Produit par James Ford et nommé Drunk Tank Pink, l'album est publié le 15 janvier 2021. Il atteint la 8e place du classement britannique des meilleures ventes d'albums. 

### Food for Worms(2023-2024)
Le 24 février 2023, le groupe publie son troisième album nommé Food for Worms, produit par Mark « Flood » Ellis. Une tournée européenne d'environ trente dates a lieu en mars et avril.

### Cutthroat(depuis 2025)
En mai 2025, Shame annonce la sortie de son quatrième album, Cutthroat, prévue pour le 5 septembre 2025. Le premier single éponyme, accompagné de son clip vidéo, est dévoilé simultanément avec cette annonce. L'album est produit par John Congleton.

## Membres
- Charlie Steen – chant
- Sean Coyle-Smith – guitare
- Eddie Green – guitare
- Josh Finerty – basse
- Charlie Forbes – batterie

## Discographie

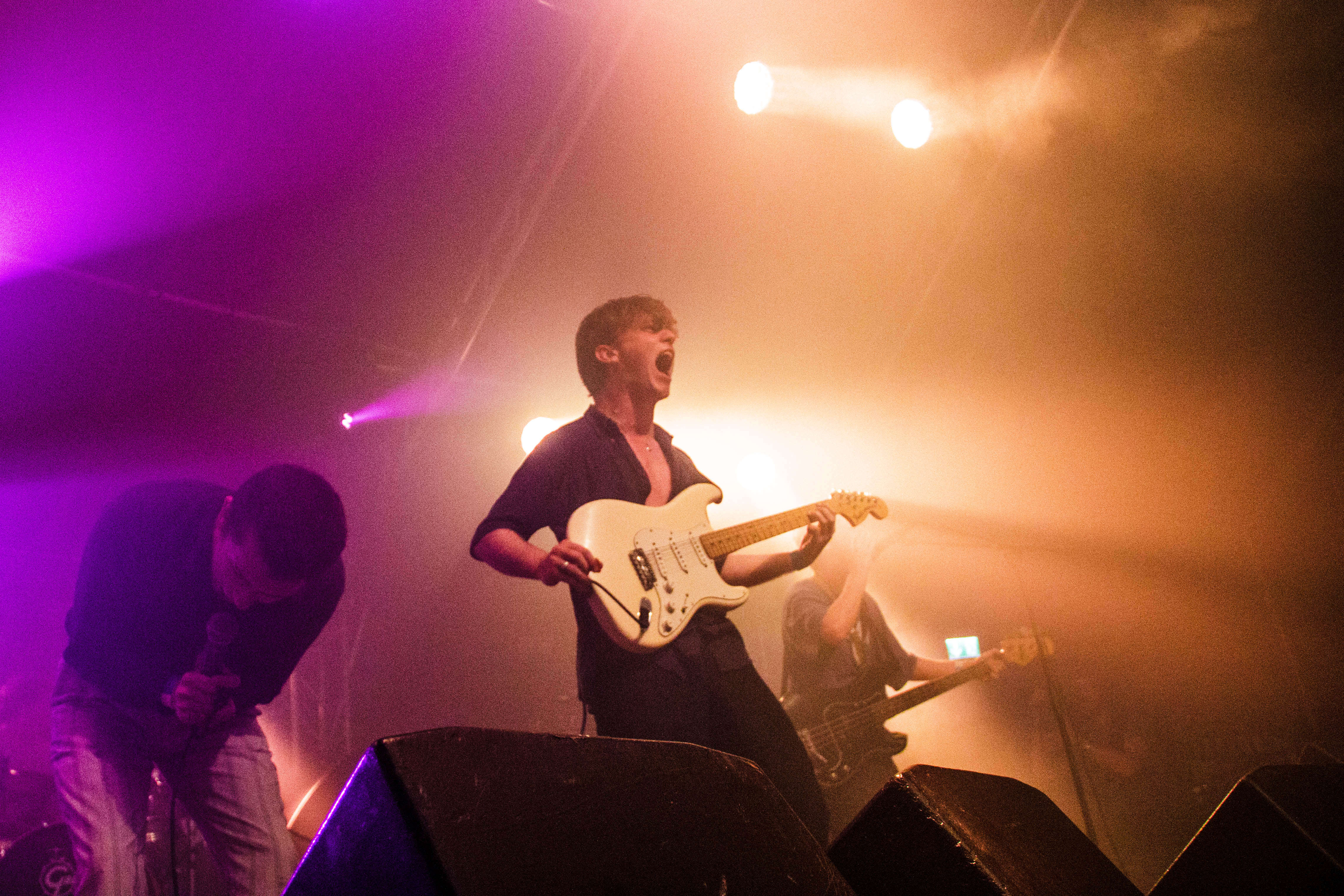
Shame en concert au Haldern Pop Festival en 2017.

### Albums studio
| Année | Détails de l'album                                                                                    | Meilleure position | Meilleure position | Meilleure position | Meilleure position |
| Année | Détails de l'album                                                                                    | Royaume-Uni        | Royaume-Uni Vinyle | Belgique           | NLD                |
| ----- | --- | ------------------ | ------------------ | ------------------ | ------------------ |
| 2018  | Songs of Praise - Date : 12 janvier 2018 - Label : Dead Oceans - Formats : CD, téléchargement, Vinyle | 32                 | 1                  | 42                 | 94                 |
| 2021  | Drunk Tank Pink - Date : 15 janvier 2021 - Label : Dead Oceans - Formats : CD, Téléchargement, Vinyle | 8                  | 2                  | 23                 | 97                 |
| 2023  | Food for Worms - Date : 24 février 2023 - Label : Dead Oceans - Formats : CD, Téléchargement, Vinyle  | 21                 | 2                  | 54                 | -                  |
| 2025  | Cutthroats - Date : 5 septembre 2025 - Label : Dead Oceans - Formats : CD, Téléchargement, Vinyle     |                    |                    |                    |                    |